# Hampsonodes saturatior
Hampsonodes saturatior là một loài bướm đêm trong họ Noctuidae.